# Los Alcázares
Los Alcázares est une commune de la Région de Murcie en Espagne. Elle se situe au sud-est de la région et du pays et a une superficie de 19,8 km2. Cela est adjacent à une lagune salée nommée Mar Menor.